# Mowses Silikjan

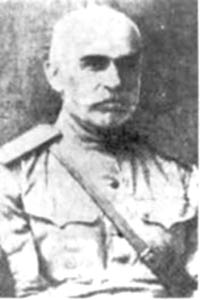
Mowses Silikjan

Mowses Silikjan (armenisch Մովսես Սիլիկյան, russisch Мовсес Михайлович Силикян; * 26. September 1862 in Vartashen; † 1937 in Jerewan) war ein armenischer General, der bis 1918 in der russischen Armee diente und durch seinen Kampf gegen die Türken zum armenischen Nationalhelden wurde.

## Leben bis zum Ersten Weltkrieg
Silikjan wurde am 26. September 1862 im Dorf Vardashen, dem heutigen Oğuz in Aserbaidschan, geboren. Er besuchte das Militärgymnasium in Moskau und trat am 28. August 1882 der russischen Armee bei, er diente anschließend im 155. Infanterieregiment. Im Jahr 1884 absolvierte er das Alexandrowsker Militärkolleg und im Jahr 1904 die Offizierschule der Infanterie. Silikyan wurde am 6. Dezember 1910 zum Oberst der russischen Armee und wurde im März 1914 als Kommandeur zum 8. Kaukasischen Infanterieregiment versetzt.

## Erster Weltkrieg und Armenische Demokratische Republik
Silikyan diente im Ersten Weltkrieg an der Kaukasusfront, zuerst im 8. Kaukasischen Regiment, dann wurde er ab dem 29. November 1915 Kommandant des 6. Kaukasischen Regiments. Er kämpfte auch 1915 im Widerstand in Van gegen den Völkermord der osmanischen Armee an den Armeniern. 1916 kämpfte er in den Schlachten von Muş, Bitlis und Erzurum, für die Eroberung Erzurums wurde er zum General befördert und erhielt den Georgsorden. Als in Folge der Oktoberrevolution die Kaukasusfront im Jahr 1917 zusammenbrach, organisierte Silikyan nationalarmenische Verbände in der Nähe von Jerewan. Im Januar 1918 wurde er Kommandant des ersten armenischen Regiments. Als die osmanische 3. Armee im Mai 1918 in Armenien einmarschierte, war Silikyan der Oberbefehlshaber der armenischen Truppen und leistete diesen Widerstand. Die Siege in den Schlachten von Bash Abaran und Sardarapat (21.–26. Mai 1918) stoppten die osmanische Armee und bewahrten die Unabhängigkeit Armeniens. Am 1. Juni 1919 wurde er Generalleutnant der Armenischen Armee und kommandierte während des Türkisch-Armenischen Krieges 1920 die Kars-Alexandropol-Front.

## Leben in der UdSSR und Tod
Silikyan wurde nach dem Ende der Demokratischen Republik Armenien aus der Armee entfernt, gehörte jedoch trotzdem zur sowjetischen Oberschicht. Am 8. August 1937 wurde er verhaftet und kurz darauf im Zuge von Stalins Säuberungen erschossen. Er wurde 1958 postum begnadigt.